# Melitopol
Melitopol (Oekraïens: Мелітополь) is een stad in de oblast Zaporizja in het zuiden van Oekraïne. Op 1 januari 2021 had de stad 150.768 inwoners. Melitopol ligt aan de rivier de Molotsjna, zo'n tien kilometer ten noorden van de Molotsjna-liman, waarin de Molotsjna uitmondt, en veertig kilometer ten noorden van de Zee van Azov. Het is een belangrijk industriecentrum.
Melitopol werd in 1784 gesticht door prins Grigori Potjomkin. Tot 1816 heette de nederzetting Kyzyl Jar en vervolgens Novo-Aleksandrovka. Toen het in 1841 tot stad werd verheven, kreeg Melitopol zijn huidige naam, die evenals die van veel andere steden aan de Zwarte Zeekust naar het Griekse verleden van  deze plek verwijst. Het Griekse Μέλι (meli) betekent honing.
Tijdens de Russische invasie van Oekraïne in 2022 werd Melitopol op 25 februari door de Russische troepen aangevallen en veroverden ze de stad op 1 maart na zware gevechten. De burgemeester Ivan Fedorov beloofde niet mee te werken met de bezetter en de lokale bevolking ging de straat op om te protesteren tegen de Russische bezetting. Op 11 maart werd Fedorov ontvoerd door het Russische leger en vijf dagen later vrijgelaten als onderdeel van een gevangenenruil. Ondertussen hadden de Russische troepen geprobeerd om voormalig raadslid Galina Daniltsjenko van de oppositie te installeren als nieuwe burgemeester.
Melitopol onderhoudt een stedenband met Brive-la-Gaillarde in Frankrijk.

## Geboren
- Pavel Soedoplatov (1907–1996), lid van de inlichtingendiensten van de Sovjet-Unie
- Jevhen Chatsjeridi (28 juli 1987), voetballer